# Clare Eames
Pour les articles homonymes, voir Eames.
Clare Eames, née le 5 août 1894 à Hartford (Connecticut) aux États-Unis, est une actrice américaine, de théâtre et du cinéma muet. Après la Première Guerre mondiale, comme Jeanne Eagels, elle est considérée comme l'une des stars du théâtre de Broadway, jouant dans de nombreux rôles classiques, dont ceux de Shakespeare, Henrik Ibsen et George Bernard Shaw. Elle tourne également dans quelques films, mais elle meurt, à 36 ans, le 8 novembre 1930, à Londres, avant d'avoir pu jouer au cinéma sonore. Elle est l'épouse de Sidney Howard, dont elle divorce en 1930.

## Filmographie
En tant qu'actrice de cinéma, Clare Eames a une brève carrière : sa filmographie, comprend les films suivants :
- 1928 : Les trois passions (en)
- 1925 : The New Commandment
- 1925 : Sa Majesté s'amuse (en)
- 1924 : Dorothy Vernon
- 1925 : The New Commandment de Howard Higgin

## Source de la traduction
- (en) Cet article est partiellement ou en totalité issu de l’article de Wikipédia en anglais intitulé « Clare Eames » (voir la liste des auteurs).